# Rue Léon-Cladel
La rue Léon-Cladel est une voie du 2e arrondissement de Paris, en France.

## Situation et accès
La rue Léon-Cladel est une voie publique située dans le 2e arrondissement de Paris. Elle débute au 111, rue Montmartre et se termine au 130, rue Réaumur.

## Origine du nom

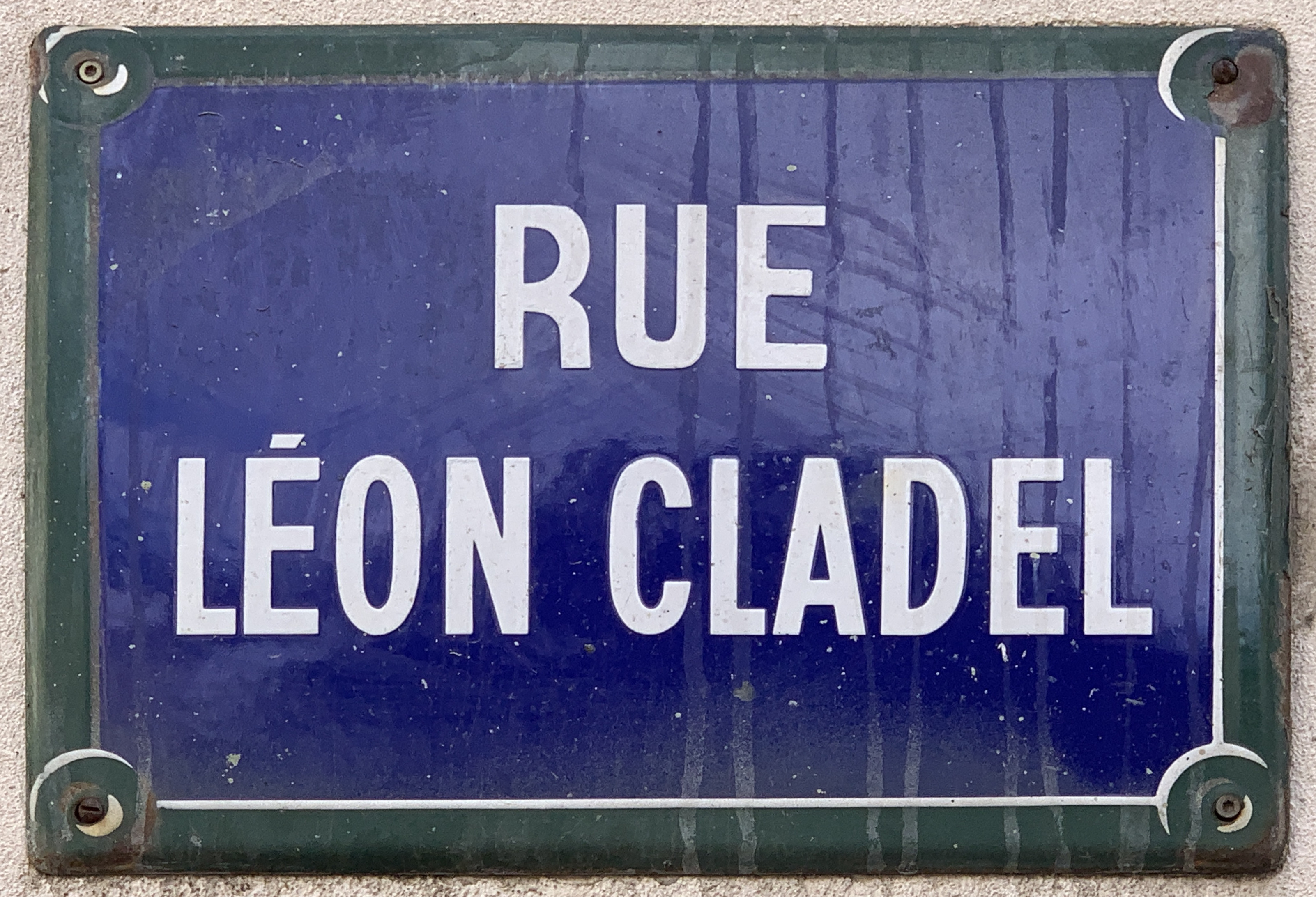
Plaque de la rue.

La rue porte le nom de l'écrivain Léon Cladel (1835-1892).

## Historique
Cette voie connue en 1622 portait alors le nom de « rue Joquelet », du nom d'un propriétaire qui y fit bâtir plusieurs maisons.
Elle perdit sa moitié sud lors de l'ouverture de la rue Réaumur de 1854 à 1858.
Elle prend son nom actuel en 1897.

## Pour approfondir